# Diocesi di Matrega

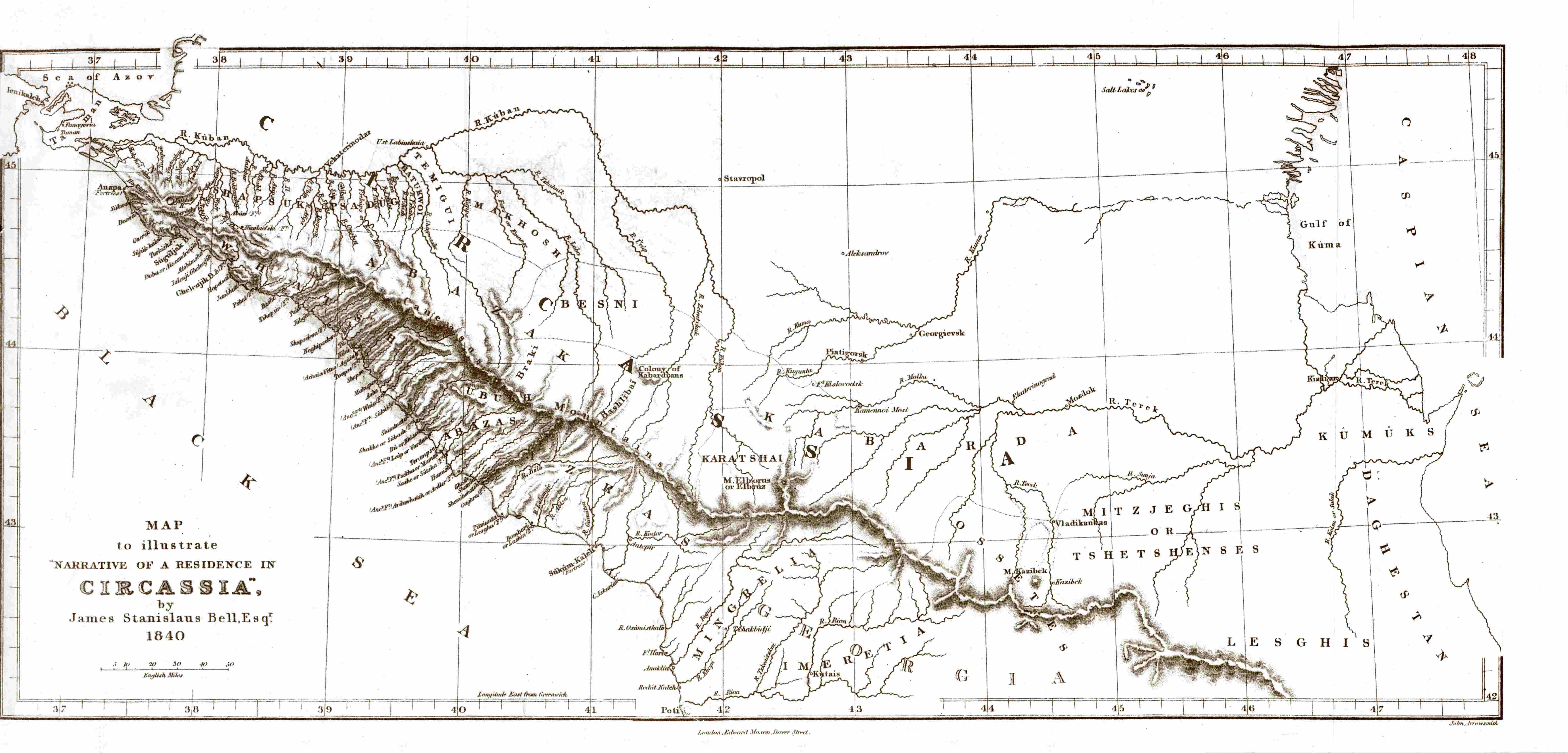
La Circassia, a nord del Caucaso, regione di competenza della provincia ecclesiastica di Matrega

La diocesi di Matrega (in latino: Dioecesis Matregensis) è una sede soppressa e sede titolare della Chiesa cattolica.

## Storia
Matrega è il nome medievale dell'antica colonia greca di Fanagoria, che fu un'antica sede vescovile della provincia romana della Zechia. Un solo vescovo greco è noto di questa sede, Giovanni, menzionato nel 519.
Matrega, con la penisola di Taman' e tutta la regione del bassopiano del Kuban', fu assoggettata dai Mongoli attorno alla metà del XIII secolo. Nel XIV secolo la città fu infeudata alla famiglia genovese dei Ghisolfi che la tennero fino al 1482..
In questa regione, nella prima metà del XIV secolo, operò il missionario francescano Giovanni di Zechia, un circasso convertito, la cui opera di evangelizzazione ebbe particolare successo. Si recò perciò alla corte papale di Avignone nel 1348, per richiedere al pontefice un aiuto per proseguire la sua opera. Papa Clemente VI eresse il 21 febbraio 1349 la nuova provincia ecclesiastica di Matrega, conferendo a Giovanni, « qui de illis partibus traxit originem et ibidem pro sede apostolica fideliter et sollicite laboravit », il titolo di arcivescovo.
In due bolle del 22 maggio 1349 il papa nominò due vescovi suffraganei: Tommaso di Birago, episcopus Sybensis, e Giacomo di Pontecorvo, episcopus Lucucensis. Le due città, di incerta identificazione, non dovevano essere molto lontane da Matrega.
L'opera dei missionari, coordinati dai tre vescovi, continuò negli anni successivi sul territorio della Circassia, fino a raggiungere  Derbent nel Daghestan, sulla costa occidentale del Mar Caspio. Ritornato ad Avignone nel 1358, l'arcivescovo espose al papa lo stato della sua provincia e soprattutto la mancanza di chiese e posti stabili su una distanza equivalente a otto giorni di cammino. Il 22 giugno 1358 papa Innocenzo VI munì Giovanni dei poteri necessari per la creazione di due nuove diocesi e per la costruzione delle chiese. Quali siano queste nuove diocesi è difficile saperlo, ma due dispute in cui si trovò coinvolto Cosma di Saraj permettono di trarre delle ipotesi attendibili.
Nel 1363 sorse una controversia tra gli arcivescovi di Matrega e di Saraj circa la delimitazione territoriale delle rispettive suffraganee di Tana e di Anapa (l'antica Gorgippia): papa Urbano V incaricò il vescovo Tommaso (poi arcivescovo di Soltaniyeh) di arbitrare la contesa fra i due prelati. È ipotizzabile che i confini contesi si trovassero verso l'interno e non sulla costa.
Nel 1370 Cosma si lamentò presso il papa che tre vescovi si erano impossessati di beni appartenenti alla chiesa di Tana. Tra questi il domenicano Niccolò, episcopus Maieriensis, sede di cui si conoscono vescovi prima del 1363. Questa località non sembra essere stata ancora identificata con certezza: era di certo a metà strada tra Matrega e Derbent, forse sulle rive del fiume Kuma; alcuni autori la identificano con Georgievsk.
Secondo i cataloghi dei conventi francescani dell'epoca, comunità francescane si trovavano a Maiera, ma anche a Tarchis e a Mamucci, città identificabili con Tarki e Şamaxı, oggi rispettivamente in Daghestan e in Azerbaigian. L'arcivescovo Giovanni di Matrega si recò nuovamente ad Avignone nel 1363 e Richard non esclude che anche in questa occasione abbia chiesto l'autorizzazione a creare nuove diocesi, così come chiese il permesso di usare le indulgenze per ricambiare le offerte dei fedeli necessarie per la costruzione di nuove chiese.
Di certo, mentre della sede di Matrega non si conosce che il vescovo Giovanni, altre diocesi, forse appartenenti alla medesima provincia ecclesiastica, sorgono nei pressi del mar Caspio sul finire del XIV secolo: dalle cronotassi di Eubel si conoscono le sedi Montis Caspiorum (di incerta identificazione) e Cumuchensis (Kumuch, Lakskij rajon, Daghestan).
Le missioni francescane continuarono nella regione a nord del Caucaso e nelle regioni lungo le rive occidentali del mar Caspio anche dopo le devastazioni di Tamerlano. Solo con la caduta di Matrega in mano turca (1482) venne meno l'unico porto di accesso per gli Occidentali e per i missionari a quelle terre.
Tuttavia, come annota Richard, la provincia ecclesiastica di Matrega, in quanto tale, era già scomparsa molto prima della fine delle missioni francescane. Forse, continua l'autore, non sopravvisse al suo fondatore, Giovanni, così come quella di Vospro non sopravvisse a Francesco da Camerino.
Dal 1928 Matrega è annoverata tra le sedi vescovili titolari della Chiesa cattolica; la sede è vacante dal 7 marzo 1994.

## Cronotassi

### Vescovi greci
- Giovanni † (menzionato nel 519)

### Arcivescovi latini
- Giovanni di Zechia, O.F.M. † (22 febbraio 1349 - dopo il 1363)

### Vescovi titolari
- Beato Teofilius Matulionis † (8 dicembre 1928 - 9 gennaio 1943 nominato vescovo di Kaišiadorys)
- Rafael González Estrada † (16 maggio 1944 - 7 marzo 1994 deceduto)